# Friedrich Stromeyer
Friedrich Stromeyer (Gottinga, 2 agosto 1776 – 18 agosto 1835) è stato un chimico tedesco.

## Biografia
Dopo aver frequentato l'Università Georg-August di Gottinga e aver avuto come docenti Johann Friedrich Gmelin e Louis Nicolas Vauquelin ricevette il MD nel 1800. Il minerale stromeyerite deve il nome a lui, mentre il cadmio è stato scoperto da lui nel 1817.